# 박성호 (1982년)
박성호(한국 한자: 朴成鎬, 1982년 7월 17일 ~ )는 대한민국의 전직 축구 선수이다. 현역 시절 포지션은 공격수였다.

## 축구인 생활

### 선수 생활
만수중학교 축구부, 부경고등학교 축구부를 거쳤다. 2001년 안양 LG 치타스 (현 FC 서울)에 입단하였고, 3월 28일 열린 전남과의 리그컵 경기에서 데뷔하였다.
2004년에는 군입대를 위하여 경찰 축구단으로 임대되었다.
2006년, 부산 아이파크에 둥지를 튼 뒤 주전 공격수로 활약하였으나 많은 골을 넣지 못해 비판받기도 하였다.
이후 2008년, 대전 시티즌으로 이적한 뒤 2008 시즌 24경기에 출전하여 5골을 기록한 것에 이어 2009 시즌에는 8골을 기록하며 골을 넣지 못하는 스트라이커의 오명을 벗었다. 2010년 7월, 일본 J리그 베갈타 센다이로 6개월 간 임대되었고 임대 기간 동안 센다이에서 9경기에 출전하여 1골 1도움을 기록하였다. 임대 종료 후 원 소속팀인 대전으로 복귀하였고 곧바로 팀의 주장직을 인수받아 2011 시즌 28경기에 출전하여 8골을 성공시켰다.
2011년 12월 포항 스틸러스는 이슬기와 김동희를 내주고 현금을 추가 지급하는 조건으로 박성호를 영입하였다고 공식 발표하였다.
2012 시즌 전반기에는 리그에서 공격포인트를 기록하지 못하는 등 부진하여 팬들의 원성을 샀으나, FA컵 2012 결승에서 연장전 종료 직전 통렬한 헤딩 결승골을 터뜨려 팀의 우승에 공헌하였다. 포항 스틸러스에서 보낸 2012, 2013 두 시즌 동안 8월 이후 본격적으로 가동되는 득점력을 보여줘 '가을 남자' 혹은 '가을 전어'라는 별명이 붙기도 했다.
2013 시즌 9월 28일 인천전과 10월 5일 수원전에서는 두 경기 연속 종료 직전의 동점골을 터트리는 활약을 보였고, 12월 1일 울산과의 리그 마지막 경기에서는 후반 추가시간, 김원일의 극적인 결승골을 어시스트하며 포항 스틸러스의 K리그 클래식 2013 우승에 기여하였다.
2014년 1월, J2리그의 요코하마 FC로 이적하며 1년 계약을 맺었고, 31경기에 나서 3골을 기록하였다.
2015년 1월, 포항 스틸러스는 박성호의 재영입을 발표하였고, 2015 시즌 리그 26경기 3골, FA컵 2경기 1골을 기록하였다.
2016년 2월, 김신욱이 전북 현대 모터스로 이적하자 그의 대체자로 울산 현대로 이적하였다.
2017년 2월 12일에 성남 FC로 이적하였다. 2017년 5월 7일에 열린 수원 FC와의 K리그 챌린지 경기에서 성남 이적 후 첫 골을 기록했다.
2017 시즌 종료 후 현역에서 은퇴했다.

## 플레이 스타일
190cm의 장신 스트라이커였지만 포스트 플레이보다 발을 활용한 플레이를 즐기며 측면을 돌파하는 플레이 등도 자주 보였다. 하지만 황선홍 감독의 요구에 따라 점점 높이를 활용한 플레이가 주 경기 스타일로 바뀌었다.

## 클럽 경기 출장 기록
2015년 11월 30일 기준
| 클럽           | 시즌 | 리그 | 리그 | 국내 컵 | 국내 컵 | 리그 컵 | 리그 컵 | 대륙 대회 | 대륙 대회 | 통산 | 통산 |
| 클럽           | 시즌 | 출장 | 득점 | 출장    | 득점    | 출장    | 득점    | 출장      | 득점      | 출장 | 득점 |
| -------------- | ---- | ---- | ---- | ------- | ------- | ------- | ------- | --------- | --------- | ---- | ---- |
| 안양 LG 치타스 | 2001 | 1    | 0    | 1       | 0       | 4       | 0       | -         | -         | 6    | 0    |
| 안양 LG 치타스 | 2002 | 0    | 0    | 0       | 0       | 0       | 0       | -         | -         | 0    | 0    |
| 안양 LG 치타스 | 2003 | 2    | 0    | 0       | 0       | 0       | 0       | -         | -         | 2    | 0    |
| 부산 아이파크  | 2006 | 15   | 2    | 0       | 0       | 12      | 0       | -         | -         | 27   | 2    |
| 부산 아이파크  | 2007 | 23   | 5    | 3       | 0       | 10      | 0       | -         | -         | 36   | 5    |
| 대전 시티즌    | 2008 | 24   | 5    | 0       | 0       | 7       | 2       | -         | -         | 31   | 7    |
| 대전 시티즌    | 2009 | 25   | 8    | 4       | 0       | 3       | 1       | -         | -         | 32   | 9    |
| 대전 시티즌    | 2010 | 11   | 3    | 1       | 0       | 4       | 3       | -         | -         | 16   | 6    |
| 대전 시티즌    | 2011 | 28   | 8    | 2       | 2       | 1       | 0       | -         | -         | 31   | 10   |
| 포항 스틸러스  | 2012 | 39   | 9    | 3       | 2       | -       | -       | 5         | 0         | 47   | 11   |
| 포항 스틸러스  | 2013 | 32   | 8    | 4       | 1       | -       | -       | 5         | 1         | 41   | 10   |
| 포항 스틸러스  | 2015 | 26   | 3    | 2       | 1       | -       | -       | -         | -         | 28   | 4    |
| 통산           | 통산 | 226  | 51   | 20      | 6       | 41      | 6       | 10        | 1         | 297  | 64   |

## 수상

### 클럽

#### 포항 스틸러스
- K리그 클래식 우승 1회 (2013년)
- FA컵 우승 2회 (2012년, 2013년)

## 참고 자료
- 대전 공격수 박성호' 미완의 대기에서 팀의 중심으로